# شمعون رافيدوفيتش
شمعون راڤيدوڤيتش (بـالعبرية: שמעון רבידוביץ' أو ראבידוביץ', بالـيديشية: שמעון ראַווידאָוויטש, بـالبولندية Simon Rawidowicz,‏ 11 أكتوبر 1896-23 يوليو 1957 م) كاتب، باحث ومفكر يهودي، من أهم الأدباء الذين كتبوا بالعبرية في القرن الـ20. اشتهر بتأليفيه «بابل وأورشليم» و«الشعب المحتضر دائما» حيث عرض فكرة صهيونية بطريقة غير تقليدية. حسب هذه الفكرة، فإن المهاجر اليهودية وازدهارها ضرورية لقيام الشعب اليهودي، ولذلك على المركز اليهودي في فلسطين (إيرتس يسرائيل) أن يتواجد إلى جانب المهاجر وألا يكون بديلا لها.
وُلد راڤيدوڤيتش في بولندا بمدينة غراييفو (Grajewo) الواقعة في محافظة بياليستوك (Białystok), في 11 أكتوبر 1886. كان والده حاييم إسحاق راڤيد من نسب يهودي محترم حيث كان أحد أجداده في القرن الـ16 من كبار الحاخامين في بولندا. ويرجع اسم راڤيد إلى المنصب التي تولى جده البعيد ويعني: "حاخام ورئيس هيئة القضاة" (بالعبرية: ראב"ד أي רב אב בית-דין). أما الاسم راڤيدوڤيتش فهو مزيج الاسم العبري مع الكلمة البولندية التي تعني "نجل" أي "نجل الحاخام".
عندما كان في 14 من عمره بدأ شمعون راڤيدوڤيتش دراساته في يشيفا (مدرسة يهودية دينية) في مدينة ليدا البولندية. واصل راڤيدوڤيتش الدراسات الدينية في مؤسسات مختلفة حتى بلغ ال18 من عمره. في نفس الوقت تعلم العبرية وصار معلما للعبرية، كما أسس مسرحا عبريا وترجم مسرحيات إلى اللغة العبرية. وانضم آنذاك إلى اليهود الداعين إلى تقليل استعمال اللغة الـيديشية وإلى تبني اللغة العبرية في كل مجالات الحياة اليهودية، بما سمي لاحقا صراع اللغات.
عمل والده حاييم إسحاق راڤيد تاجرا، وكان عضوا في الحركة الصهيونية. وفي 1905 سافر إلى مدينة بازل في سويسرا لحضور المؤتمر الصهيوني السابع الذي قرر رفض خطة إقامة دولة يهودية في أوغاندا. وكان راڤيد من معارضي «خطة أوغاندا» في المؤتمر. في الحرب العالمية الأولى دارت معارك عنيفة في شمالي بولندا مما ألحق أضرارا خطيرة في مدينة غراييفو بما في ذلك بأملاك عائلة راڤيد. فهاجرت العائلة إلى مدينة بياليستوك حيث مرضت والدة شمعون راڤيدوڤيتش وماتت في 1920.
في 1921 تمكن راڤيد من جمع ما يكفي من المال، فهاجر إلى فلسطين مع ستة من أولاده. وألقى راڤيد عصا الترحال في بلدة ميرحاڤيا (מרחביה) بـمرج بن عامر («عيمق يزرعيل»), حيث أقام مزرعة. أما ابنه شمعون راڤيدوڤيتش فلم يَأتِ إلى فلسطين معه.
في 1919 هاجر راڤيدوڤيتش إلى العاصمة الألمانية برلين وأخذ يتعلم في جامعة برلين. وفي برلين أسس راڤيدوڤيتش دار نشر عبرية اسمها «عايانوت» (עיינות), وحرر المجلة العبرية «هاتكوفاه» ("התקופה"). هذا بالإضافة إلى نشاطاته السياسية في صفوف الصهاينة الاشتراكيين. في 1930 تعاون مع شبكة المدارس اليهودية العبرية «تربوت» ("תרבות") ومع بعض كبار أدباء العبرية، من بينهم حاييم نحمان بياليك، على تأسيس «الاتحاد العبري العالمي» الذي دعم مدارس وناشرين ومؤسسات تربوية يهودية أخرى التي فضلت اللغة العبرية.
حاز راڤيدوڤيتش على مرتبة دكتور للفلسفة من جامعة برلين في 1926 وتزوج مع الدكتورة اليهودية إستير كلاي. كانت أبحاثه في الجامعة أساسا لكتاب عن الـفيلوسوف الألماني لودفيج أندرياس فويرباخ (Ludwig Andreas Feuerbach). بعد أن تولى الحزب النازي الحكم في ألمانيا في 1933، وبدأ اضطهاد اليهود الألمان، أقنعته زوجته بمغادرة ألمانيا والسفر إلى إنكلترا.
في إنكلترا اشتغل أستاذا وباحثا في لندن وليدز، وأخذ يطور نظرية سياسية بشأن ضرورة قيام المهاجر اليهودية كمراكز تربوية وروحية. حسب هذه النظرية، التي كانت تتأثر من أفكار آحاد هعام (آشير جينتسبرج)، فإن على اليهود أن يسلم بقيام المهاجر اليهودية وأن ينميها لتكون مراكز روحية إلى جانب المركز اليهودي في فلسطين. إن هذه النظرية تختلف عن الرأي الصهيوني السائد الذي يرى المركز اليهودي في فلسطين كمحور للمجتمعات اليهودية وكأهم مركز لها. نشر راڤيدوڤيتش نظريته هذه في كتاب «بابل وأورشليم» ("בבל וירושלים").
في 1948 هاجر راڤيدوڤيتش إلى شيكاغو في الولايات المتحدة. في 1951 انتقل إلى ولاية ماساتشوسيتس وأسس دائرة أبحاث الشرق الأوساط والعلوم اليهودية في جامعة براندايس (Brandeis University). في براندايس نشر مجموعة مقلات بعنوان «الشعب المحتضر دائما». في مقلاته عرض راڤيدوڤيتش الفكرة أن شعور اليهود في كل جيل بانهم على وشك الإبادة هو الذي يثبت قيام الشعب اليهودي. بحسب رأيه فإن هذه مفارقة وجودية أساسية في قيام الشعب اليهودي وحضارته.
توفي شمعون راڤيدوڤيتش في مدينة وولثم بولاية ماساتشوسيتش في 23 يوليو 1957.